# Serra Alta (Montagut i Oix)
La Serra Alta és una serra situada entre els municipis de Montagut i Oix i de Sales de Llierca a la comarca de la Garrotxa, amb una elevació màxima de 615 metres.